# Llista de clubs de bàsquet de la província de Girona
Això és una llista dels clubs de bàsquet de la província de Girona.
- Alt Empordà: Categoria:Clubs de bàsquet de l'Alt Empordà
  - ACEJ-Club Bàsquet La Jonquera (La Jonquera)
  - Club Bàsquet Castelló (Castelló d'Empúries)
  - Club Esportiu Vilafant (Vilafant)
  - Club Bàsquet Adepaf (Figueres)
  - Club Bàsquet Grifeu (Llançà)
  - Club Bàsquet l'Escala (L'Escala)
  - Club Bàsquet Escolàpies (Figueres)
  - Club Bàsquet Roses (Roses)
  - Club Esportiu Bàsquet Esplais (Castelló d'Empúries)

- Baix Empordà
  - Associació Esportiva Begur (Begur)[3]
  - Bàsquet Club Palafrugell (Palafrugell)[4]
  - Bàsquet Club Pals (Pals)
  - Bàsquet Club Torroella (Torroella de Montgrí)
  - Bisbal Bàsquet (La Bisbal d'Empordà)
  - Club Bàsquet Calonge-Sant Antoni (Sant Antoni de Calonge)
  - Centre l'Avenir Fanalenc (Castell-Platja d'Aro)
  - Club Bàsquet Sant Feliu (Sant Feliu de Guíxols)
  - Club Bàsquet Verges (Verges)
  - Club Esportiu Palamós (Palamós)
- Cerdanya
  - CB Llívia (Llívia)
- Garrotxa
  - Club Bàsquet Besalú Vila Comtal (Besalú)
  - Club Bàsquet Olot (Olot)
  - Club Bàsquet Garrotxa (Sant Joan les Fonts i Olot)
  - Club Bàsquet la Vall d'en Bas (Sant Esteve d'en Bas, La Vall d'en Bas)
- Gironès: Categoria:Clubs de bàsquet del Gironès
  - Agrupació Esportiva Fornells (Fornells de la Selva)
  - Associació Basquetbol Sant Julià de Ramis (Sant Julià de Ramis)
  - Bàsquet Club Fontajau (Girona)
  - Club Bàsquet 11 de Setembre (Girona)
  - Club Bàsquet Institut Jaume Vicens Vives (Girona)
  - Club Bàsquet Llagostera (Llagostera)
  - Club Bàsquet Sarrià de Ter (Sarrià de Ter)
  - Club Bàsquet Sant Narcís (Girona)
  - Club Bàsquet Bescanó (Bescanó)
  - Club Bàsquet Girona (Girona)
  - Club Bàsquet Quart (Quart)
  - Club Bàsquet Salt (Salt)
  - Club Bàsquet Sant Gregori (Sant Gregori)
  - Club Bàsquet Sant Josep Girona (Girona)
  - Club Bàsquet Vedruna Girona (Girona)
  - Club Bàsquet Vilablareix (Vilablareix)
  - Club Esportiu Joventut Celrà (Celrà)
  - Club Esportiu Onyar (Girona)
  - Club Esportiu Maristes Girona (Girona)
  - Club Esportiu Pompeu Fabra (Salt)
  - Club Esportiu Santa Eugènia de Ter (Girona)
  - Club Bàsquet Palau-Sacosta (Girona)
  - Club Cultural Esportiu Montessori-Palau (Girona)
  - Foment Deportiu Cassanenc (Cassà de la Selva)
  - GEiEG (Girona)
  - Uni Girona Club de Bàsquet (Girona)
  - Unió Esportiva La Salle Girona (Girona)
- Pla de l'Estany
  - Athlètic Club Bàsquet Fontcoberta (Fontcoberta)
  - Bàsquet Porqueres Associació Esportiva (Porqueres)
  - Club Bàsquet Banyoles (Banyoles)
  - Club Bàsquet Cornellà del Terri (Cornellà del Terri)
- Ripollès
  - Club Bàsquet Abadessenc (Sant Joan de les Abadesses)
  - Club Bàsquet Campdevànol (Campdevànol)
  - Unió Esportiva Ripoll (Ripoll)
- La Selva: Categoria:Clubs de bàsquet de la Selva
  - Athlètic Silenc (Sils)
  - Bàsquet Club Maçanet (Maçanet de la Selva)
  - Club Esportiu Caldes de Malavella (Caldes de Malavella)
  - Club Bàsquet Amer (Amer)
  - Club Bàsquet Anglès (Anglès)
  - Club Bàsquet Arbúcies (Arbúcies)
  - Club Bàsquet Blanes (Blanes)
  - Club Bàsquet Blanes-Cargols (Blanes)
  - Club Bàsquet Breda (Breda)
  - Club Bàsquet Cellera (La Cellera de Ter)
  - Club Bàsquet Farners (Santa Coloma de Farners)
  - Club Bàsquet Hostalric (Hostalric)
  - Club Bàsquet Nou Caulès (Vidreres)
  - Club Bàsquet Sant Hilari (Sant Hilari Sacalm)
  - Club Bàsquet Unificat Lloret (Lloret de Mar)
  - Club Bàsquet Vilobí d'Onyar (Vilobí d'Onyar)
  - Free Bàsquet Lloret (Lloret de Mar)
  - Sporting Caulès (Vidreres)
  - Unió Atlètica Tossa (Tossa de Mar)
  - Unió Esportiva Riudarenes (Riudarenes)